# برکه‌ماهی‌های دروغین
برکه‌ماهی‌های دروغین (نام علمی: Notholebias) نام یک سرده از خانواده جویبارماهیان است.